# Струмяни
Струмя̀ни е село в Югозападна България. То е административен център на община Струмяни, област Благоевград.

## Население

### Етнически състав
Преброяване на населението през 2011 г.
Численост и дял на етническите групи според преброяването на населението през 2011 г.:
|                     | Численост |
| Общо                | 960       |
| Българи             | 843       |
| Турци               | 4         |
| Цигани              | 11        |
| Други               | 6         |
| Не се самоопределят | -         |
| Неотговорили        | 96        |

## География
Струмяни е на 1 километър от река Струма.

## История
Струмяни възниква като селище около построената жп гара по линията София-Кулата в землището на село Белица, оттам и първото му име е Гара Белица. Признато е за гарово селище с указ 161, обнародван на 8 април 1931 г. Преименувано е на Гара Огражден с министерска заповед 9159, обнародвана на 5 януари 1946 г. С указ 1840 от 24 ноември 1970 г. гаровото селище е слято със Микрево в ново село под името Струмяни. През 1991 година квартал Микрево отново е отделен като самостоятелно селище.
В селото има музейна сбирка, чиито най-ранни експонати датират от периода на късния миоцен – преди 5 – 2 милиона години. Изложени са и накити от желязната епоха, както и култова керамика и мраморната пластика.
След падането на атеистичния комунистически режим през 1989 година, жителите на Струмяни започват да работят около идеята за построяване на църква в селото. Първата копка е направена през 1993 година, като храмът е посветен на светите Константин и Елена. Освещаването на храма е извършено през 2003 година от митрополит Натанаил Неврокопски.